# Anne Luttrell
Anne Luttrell fue miembro de la familia real británica, esposa del príncipe Enrique, duque de Cumberland y Strathearn, hijo a su vez de Federico Luis, príncipe de Gales, y hermano del rey Jorge III del Reino Unido.

## Infancia
Ana nació en Marylebone, Londres. Fue hija de Simon Luttrell, I conde de Carhampton, y de su esposa, Judith María Lawes.
Su padre era miembro de la Cámara de los Comunes, antes de ser nombrado barón Irnham en 1768, vizconde Carhampton en 1781 y conde de Carhampton en 1785.

## Matrimonios
Ana se casó en primeras nupcias con un plebeyo, Christopher Horton (o Houghton), el 4 de agosto de 1765.
Después se casó con el príncipe Enrique, duque de Cumberland y Strathearn, sexto hijo del príncipe de Gales Federico Luis y de su esposa Augusta de Sajonia-Gotha, y hermano menor de Jorge III. Este matrimonio se celebró en Hertford Street, en Mayfair, (Londres), el 2 de octubre de 1771.
Jorge III no aprobó esta unión, ya que Ana era plebeya y había estado casada. Posteriormente, este rey aprobó el Acta de Matrimonios Reales de 1772, que prohíbe a los descendientes de Jorge II casarse sin el consentimiento del soberano, ley que aun hoy sigue vigente.

## Carácter y aspecto
Algunas fuentes describen a Ana como una persona pródiga con sus favores, dado el comentario que la califica como «la Sra. Houghton del duque de Grafton, la Sra. Houghton del duque de Dorset, la Sra. Houghton de todo el mundo».
Horace Walpole escribió que «su coquetería era tan activa, tan variada y aun así tan habitual, que era difícil no ver a través de ella y sin embargo era imposible resistirse». Aunque estaba considerada en general como muy bella, Walpole la describe como simplemente «guapa», excepto por sus ojos, cuya notable expresividad se aprecia en los distintos retratos de Ana realizados por Thomas Gainsborough.

## Títulos y tratamientos
- 24 de enero de 1743 – 4 de agosto de 1765: Señorita Ana Luttrell
- 4 de agosto de 1765 – 13 de octubre de 1768: Señora de Christopher Horton
- 13 de octubre de 1768 – 2 de octubre de 1771: La honorable señora Horton
- 2 de octubre de 1771 – 28 de diciembre de 1808: Su alteza real la duquesa de Cumberland y Strathearn
  - Su padre fue nombrado conde de Carhampton el 23 de junio de 1785, lo que le dio el derecho, como hija de conde, a utilizar el tratamiento de lady, pero como su matrimonio con el príncipe Enrique ya le daba derecho a utilizar el de alteza real» y el título de duquesa de Cumberland y Strathearn, nunca utilizó el de lady.